# کمیته مناطق اروپا
کمیته مناطق اروپا (COR) نهادی در اتحادیه اروپا است که از نمایندگان محلی و منطقه‌ای برای رساندن مستقیم صدای آن‌ها به اتحادیه تشکیل شده‌است.
این سازمان در سال ۱۹۹۴ و برای رسیدگی به دو موضوع اصلی تأسیس شد. اولاً، حدود سه چهارم قوانون اتحادیه اروپا در سطح محلی یا منطقه‌ای اجرا می‌شود، بنابراین نمایندگان محلی و منطقه‌ای نیاز داشتند تا در تدوین قوانین جدید اتحادیه اروپا مشارکت داشته باشند. دوم، نگرانی‌هایی در مورد شکاف بیشتر بین مردم و روند ادغام اروپا وجود داشت. یکی از راه‌های کاستن فاصله، مشارکت دادن شهروندان در امور اتحادیه بود.